# Mirna Rajle-Brođanac
Mirna Rajle-Brođanac (ur. 14 listopada 1974 w Osijeku) – chorwacka wioślarka.

## Osiągnięcia
- Mistrzostwa Świata – Aiguebelette-le-Lac 1997 – jedynka wagi lekkiej – 13. miejsce[1].
- Mistrzostwa Świata – Kolonia 1998 – jedynka wagi lekkiej – 5. miejsce[1].
- Mistrzostwa Świata – St. Catharines 1999 – jedynka wagi lekkiej – 6. miejsce[1].
- Mistrzostwa Świata – Lucerna 2001 – jedynka wagi lekkiej – 6. miejsce[1].
- Mistrzostwa Świata – Sewilla 2002 – jedynka wagi lekkiej – 4. miejsce[1].
- Mistrzostwa Świata – Mediolan 2003 – jedynka wagi lekkiej – 2. miejsce[1].
- Mistrzostwa Świata – Gifu 2005 – jedynka wagi lekkiej – 9. miejsce[1].
- Mistrzostwa Świata – Monachium 2007 – jedynka wagi lekkiej – 4. miejsce[1].
- Mistrzostwa Świata – Poznań 2009 – jedynka wagi lekkiej – 12. miejsce[1].